# Harald Erikson

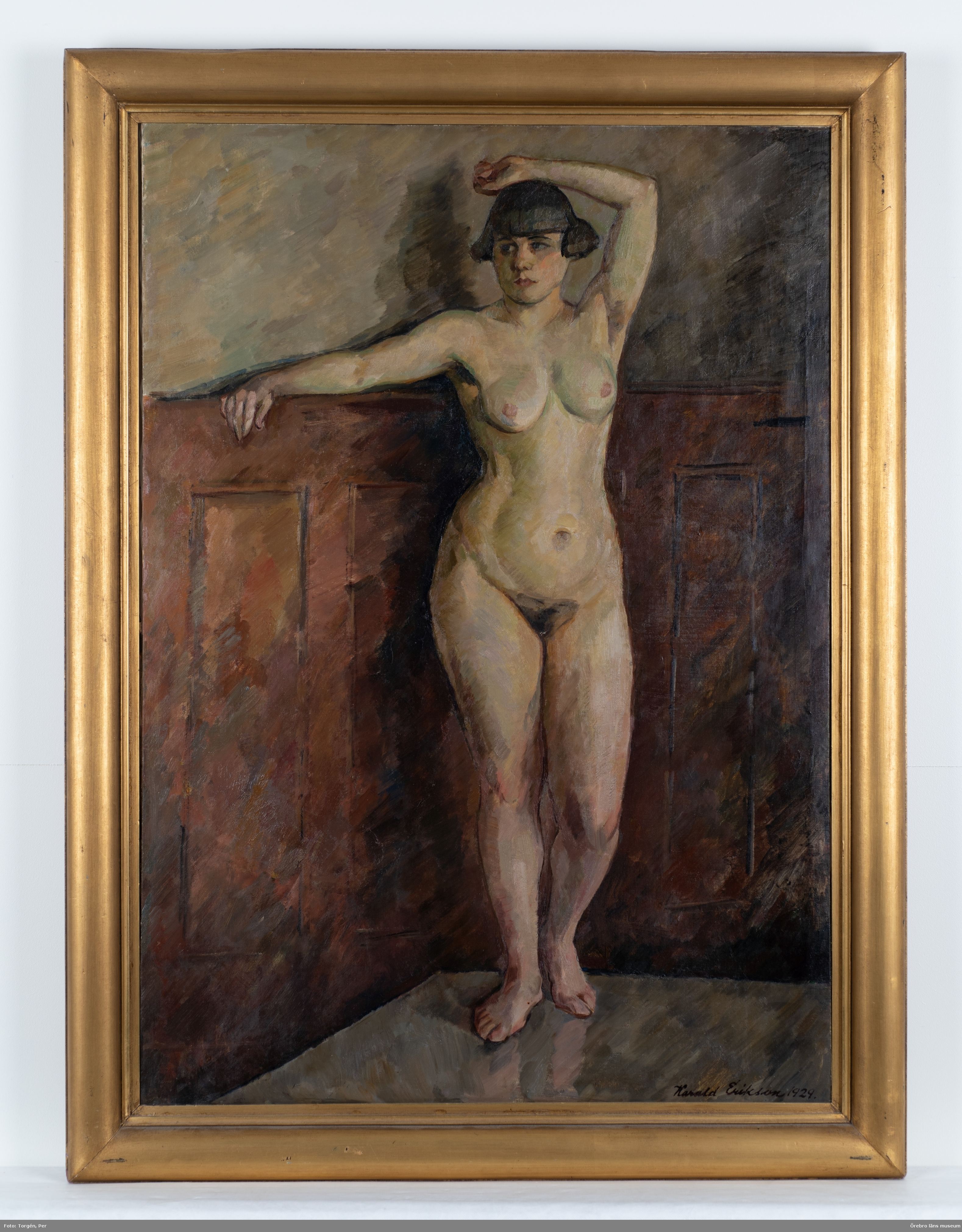
Modellakt utförd av Harald Erikson

Harald Teodor Andreas Erikson, född 30 november 1889 i Örebro, död där 10 juli 1948, var en svensk målare.
Ericson studerade först konst för Viktor Lindblad i Örebro och vid Tekniska aftonskolan i Örebro. Därefter fortsatte han studierna vid Konsthögskolan i Stockholm 1908-1914 med Oscar Björk som lärare. Under tiden vid akademin tilldelades han tre gånger lovord och två gånger penningpremier. Ericson återvände 1919 till Örebro och övertog Axel Linus ateljé som i sin tur tagit över den efter Axel Borg. 1928 öppnade han en målarskola i ateljén bland hans elever märks de blivande konstnärerna  Holger Almqvist och Olle Larson.
Han företog tillsammans med Kalle Eklund 1924 en studieresa till bland annat Frankrike, Italien och Nederländerna, och 1947 for han ensam till Island och medförde hem ett stort antal stads och hamnbilder från Reykjavik. Han ställde ut separat sju gånger i Örebro och medverkade årligen i Örebro läns konstförenings utställningar. En retrospektiv utställning visades på Örebro läns museum i samband med hans 50-årsdag. 
Hans konst består av stadsbilder, figurer, stilleben, landskap, bruksmotiv ofta från Östergötland eller Närke.
Erikson är representerad vid Örebro läns museum, Stockholms stad, Örebro kommun och Örebro läns landsting.
Tillsammans med Axel Linus, Filip Jörgenson och Kalle Eklund bildade han en konstnärsgrupp som under första världskriget kamperade tillsammans i Snavlunda, och som hade det gemensamt att de i huvudsak målade miljöer från Örebro. De fyra bildade 1914 Nerikes konstnärsförbund.
I samband med invigningen av Örebro konsthall 1950 visades en minnesutställning med Ericson verk.
Han var son till modellsnickaren Teodor Eriksson och Tekla Kollberg och från 1918 gift med läraren Maria Amanda Håstlund.